# Aeschynanthus burttii
Aeschynanthus burttii är en tvåhjärtbladig växtart som beskrevs av Mendum. Aeschynanthus burttii ingår i släktet Aeschynanthus och familjen Gesneriaceae. Inga underarter finns listade i Catalogue of Life.